# Alexandre Cécé Loua

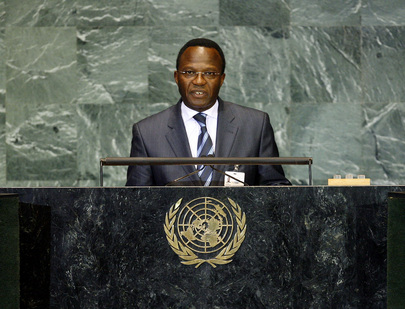
Alexandre Cécé Loua

Alexandre Cécé Loua (Nzérékoré, 1 januari 1956) is een Guinese diplomaat die van 2009 tot 2010 in de regering van Guinee diende als minister van Buitenlandse Zaken. Daarvoor was hij ambassadeur in verschillende landen.

## Diplomatieke carrière
Cécé Loua werd geboren in Nzérékoré in 1956. Van 1 december 1986 tot 26 december 1994 was hij hoofd van de afdeling Juridische Zaken van het ministerie van Buitenlandse Zaken. Hij was ook een Guinese afgevaardigde op vergaderingen van verschillende internationale organisaties in de jaren tachtig en negentig, waaronder de 48e zitting van de Algemene Vergadering van de Verenigde Naties van september tot december 1993 en de 50e zitting van de Algemene Vergadering van de Verenigde Naties van september tot december 1995. Hij was ambassadeur en nationaal directeur juridische en consulaire zaken bij het ministerie van Buitenlandse Zaken van 27 december 1994 tot 12 april 1996 en ambassadeur in Joegoslavië, met aanvullende accreditatie voor Bulgarije en Macedonië, van 12 april 1996 tot juni 1998. Van 1995 tot 1996 was hij lid van het Nationaal Coördinatiecomité van Liberiaanse en Sierra Leoonse vluchtelingen in Guinee. 
Later diende Cécé Loua als ambassadeur van Guinee in Zuid-Afrika, Angola, Botswana, Mozambique, Namibië, Mauritius, Zimbabwe en Madagaskar tot 31 januari 2007, toen hij in plaats daarvan ambassadeur werd in Duitsland.  Na bijna twee jaar in die functie werd hij op 14 januari 2009 binnen de Guineese regering benoemd tot minister van Buitenlandse Zaken en Guineeërs in het buitenland, na de militaire staatsgreep van december 2008.
Nadat juntaleider Moussa Dadis Camara op 3 december 2009 in het hoofd werd geschoten en gewond raakte, zei Cécé Loua dat Camara geopereerd was en dat zijn toestand goed was. Hij bezocht Camara in een ziekenhuis in Marokko en vertelde de pers op 7 december 2009 dat Camara mensen kon herkennen, maar nog niet kon praten. Later op dezelfde dag zei Cécé Loua dat hij met Camara had gesproken en dat Camara had gereageerd. Volgens Cécé Loua toonde dat aan dat "hij zijn mentale vermogens behoudt".